# Via Regia

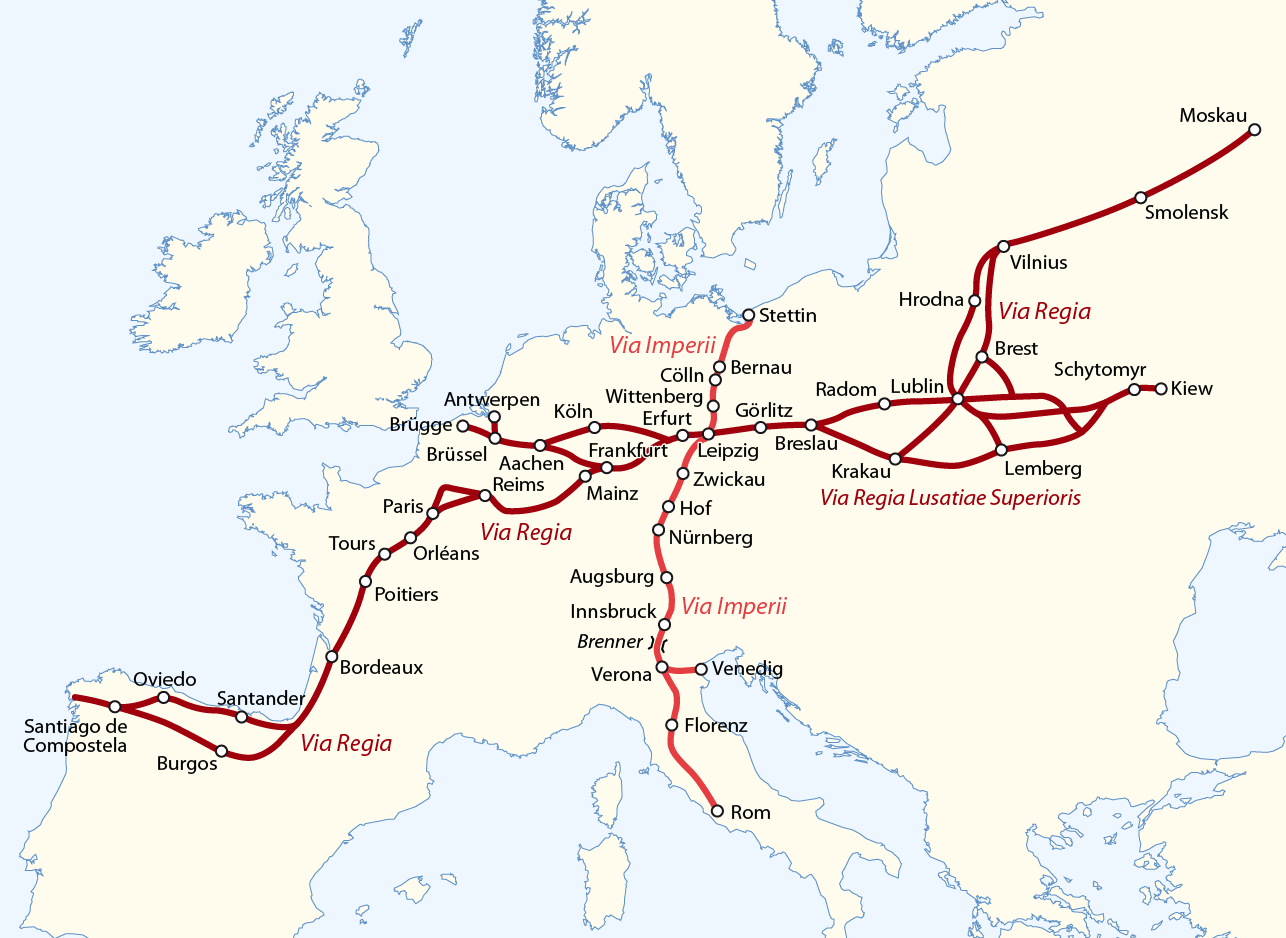
Ruta de la Vía Regia y la Vía Imperii en Europa; la más larga es la que va en sentido este-oeste entre Kiev (Ucrania) o Moscú y Santiago de Compostela (España)

La Via Regia (en latín, vía o camino real) es un itinerario cultural europeo, cuyo recorrido sigue el trazado original del sistema vial medieval que atravesaba en gran medida el territorio del Sacro Imperio Romano Germánico siguiendo las rutas comerciales que, bajo protección real, comunicaban la Europa oriental con la Europa occidental, así como la Europa septentrional con la Europa meridional. 

## Historia
La Via Regia recorría de oeste a este, atravesando el centro, el Sacro Imperio Romano Germánico, desde el Rin en Mainz-Kastel (Elisabethenstraße) hasta Fráncfort del Meno, ciudad muy comercial y lugar donde era elegido el Rey de Romanos, continuando a lo largo de Hanau, la Kaiserpfalz en Gelnhausen, las ciudades de Steinau an der Strasse, Neuhof, Fulda y Eisenach hasta Erfurt, centro de producción de la hierba pastel. Recorría más hacia el este hasta Eckartsberga, cruzando el río Saale, entre Bad Kösen y Naumburg, y llegando hasta Leipzig, otra ciudad muy relacionada al comercio. La parte oriental continuaba a través de la Alta Lusacia (Vía Regia Lusatiae Superioris) a lo largo de Großenhain, Königsbrück, Kamenz, Bautzen y Görlitz hasta Breslavia en Silesia con conexión adicional a Cracovia en Polonia.
Via Regia también es conocida como la Via Regina que discurre a lo largo de la orilla occidental del lago de Como.

## Época medieval
En 1252 se menciona este itinerario por primera vez en un documento original del margrave Enrique III de Meissen como strata regia. Sin embargo, sus orígenes parecen remontarse a los siglos VIII y IX. A lo largo de los siglos, la "Vía Alta" se trasladó a los valles de los ríos para involucrar también a las ciudades. Tras la caída del poder real en la Alemania central tras la batalla de Lucka en 1307, perdió sus prerrogativas reales; a partir del siglo XIV la Via Regia dejó de llamarse así.
El camino, sin embargo, a pesar de la derrota, siguió llamándose, sólo en esa parte, "Vía Alta". Aunque permaneció bajo el control nobiliar (entre otros, del rey de Bohemia en Oberlausitz, de los príncipes electorales sajones de la Alemania central, la Abadía de Fulda, en Hesse, la diócesis de Maguncia en el Rin) y fue privilegiado como vía obligada.

### Ruta comercial
El camino tuvo una gran importancia económica para el comercio interregional y el intercambio de mercancías. Del oeste llegaban los manteles de Flandes, del este la madera, los cueros, la cera y la miel, y el centro aportaba la gualda de la cuenca de Turingia, como los productos de construcción de la Alta Sajonia. La Via Regia también creó el enlace directo entre las dos principales ciudades feriales alemanas: Fráncfort del Meno y Leipzig. Otras dos carreteras importantes entre ciudades con ferias eran la corta por Hesse (durch die kurzen Hessen) y la larga por Hesse (durch die langen Hessen).

Rutas corta y larga por Hesse

### Camino militar
El camino fue recorrido varias veces por los ejércitos. En su "zona de influencia" hay lugares de muchas batallas: la batalla de Breitenfeld de 1631 y la de 1642, la batalla de Lützen de 1632, la batalla de Roßbach, la batalla de Hochkirch, la batalla de Bergen, la batalla de Jena, la Batalla de Bautzen, la Batalla de Lützen de 1813, la Batalla de Leipzig y la Batalla de Hanau. Tras la derrota de Napoleón Bonaparte, la importancia del camino disminuyó considerablemente, cuando, debido al encogimiento del territorio del estado de Sajonia tras el Congreso de Viena, el camino obligado a favor de Leipzig dejó de ser corriente. La "marcha de la muerte" desde el campo de concentración de Adlerwerke (Fráncfort) hasta el de Buchenwald siguió, en marzo de 1945, la Vía Regia de Fráncfort a Hünfeld.

### Camino de los peregrinos
Un gran número de peregrinos, que participaban en la peregrinación al santuario de Aquisgrán, utilizaban este camino. En Eisenach tomaban ruta larga por Hesse hacia Marburgo y Colonia. Se pueden encontrar testimonios de peregrinaciones a Santiago de Compostela, entre otros, de Breslavia, Görlitz, Großenhain, Leipzig, Erfurt, Gotha, Vacha, Fulda, Fráncfort del Meno y Maguncia.

### Itinerario cultural europeo
En 2005 la Vía Regia fue declarada por el Consejo de Europa como "Itinerario de la Cultura Europea".

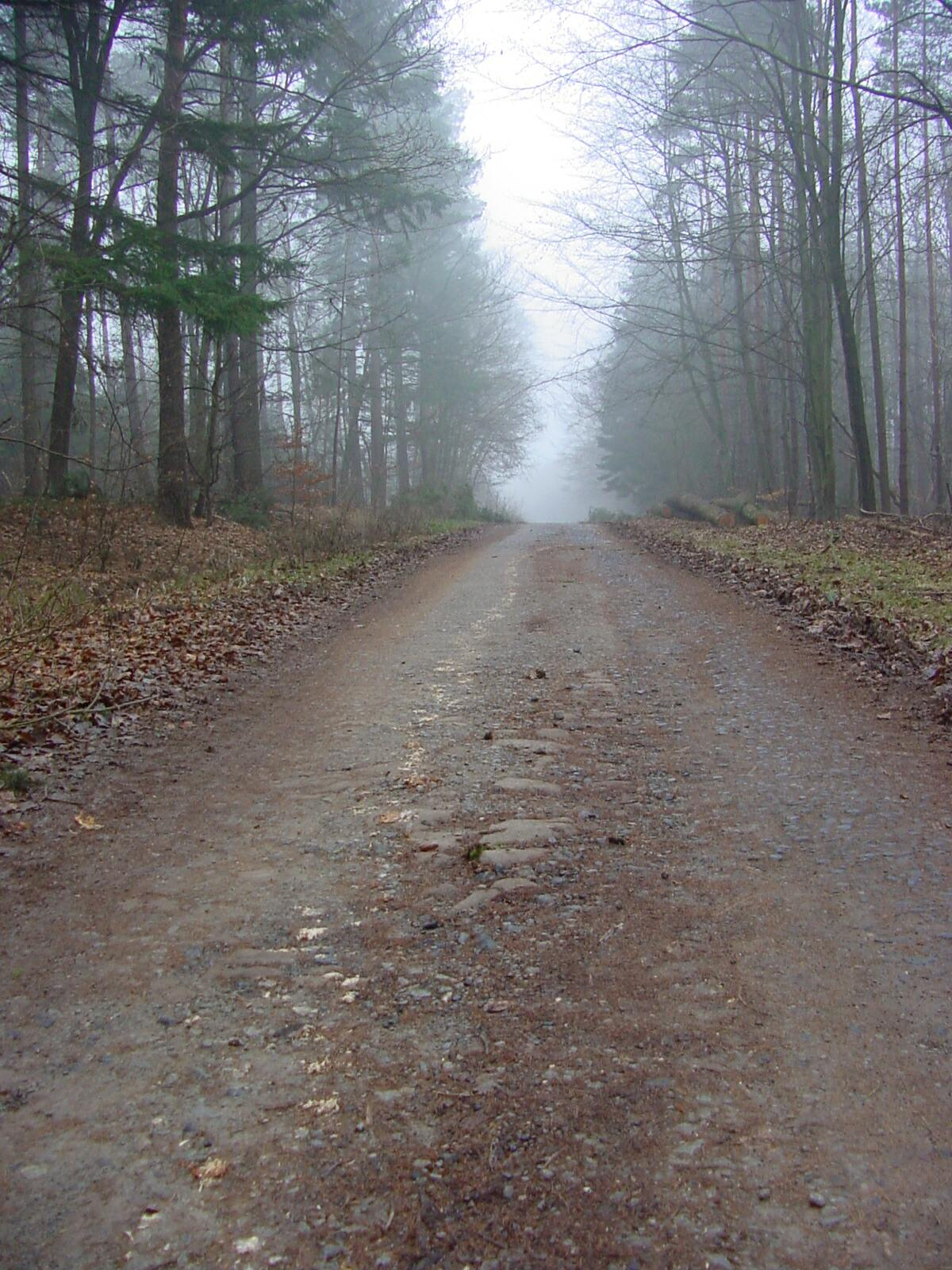
Via Regia, una antigua vía militar entre Fulda y Neuhof

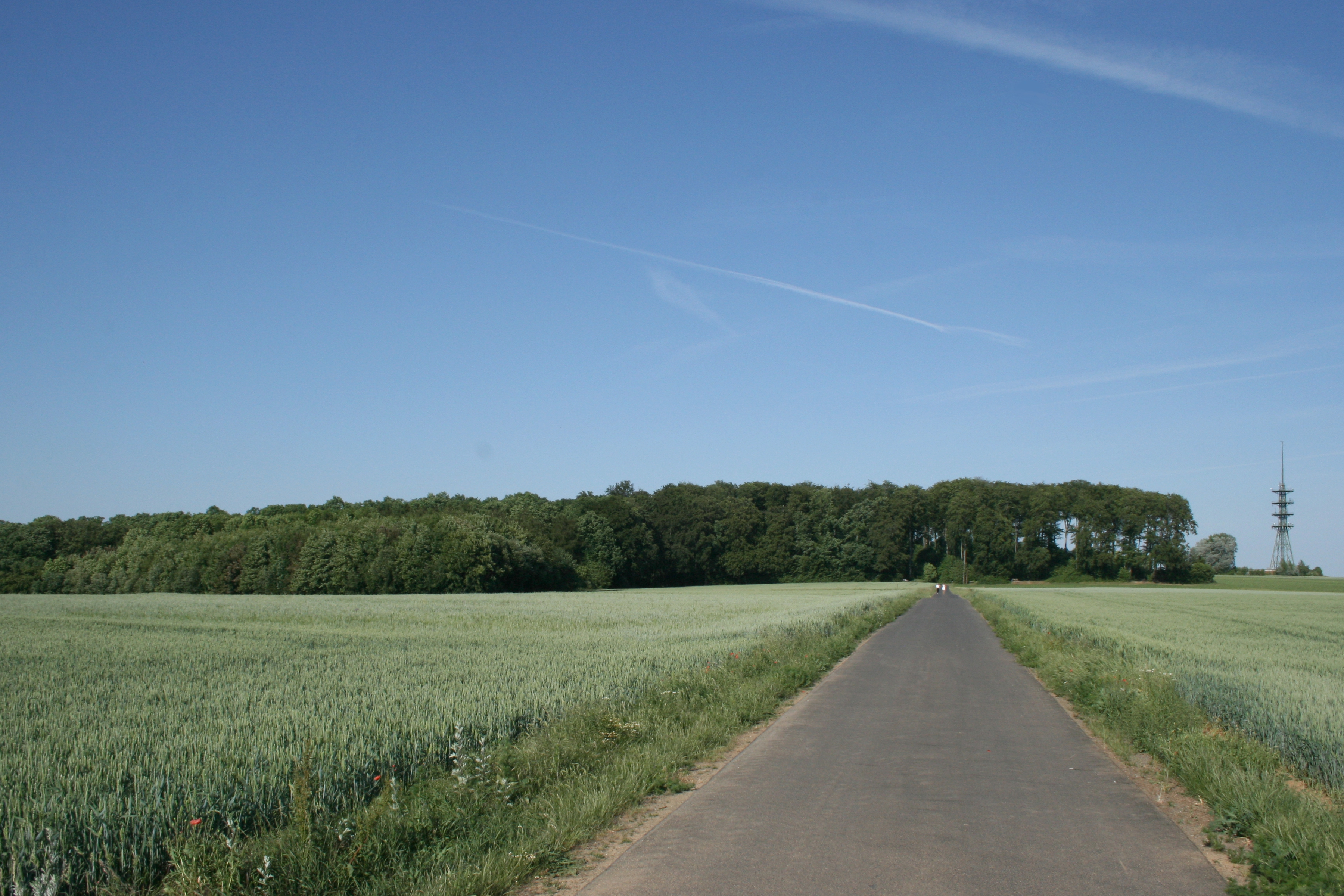
"Strada Alta", vista sobre el valle del Meno

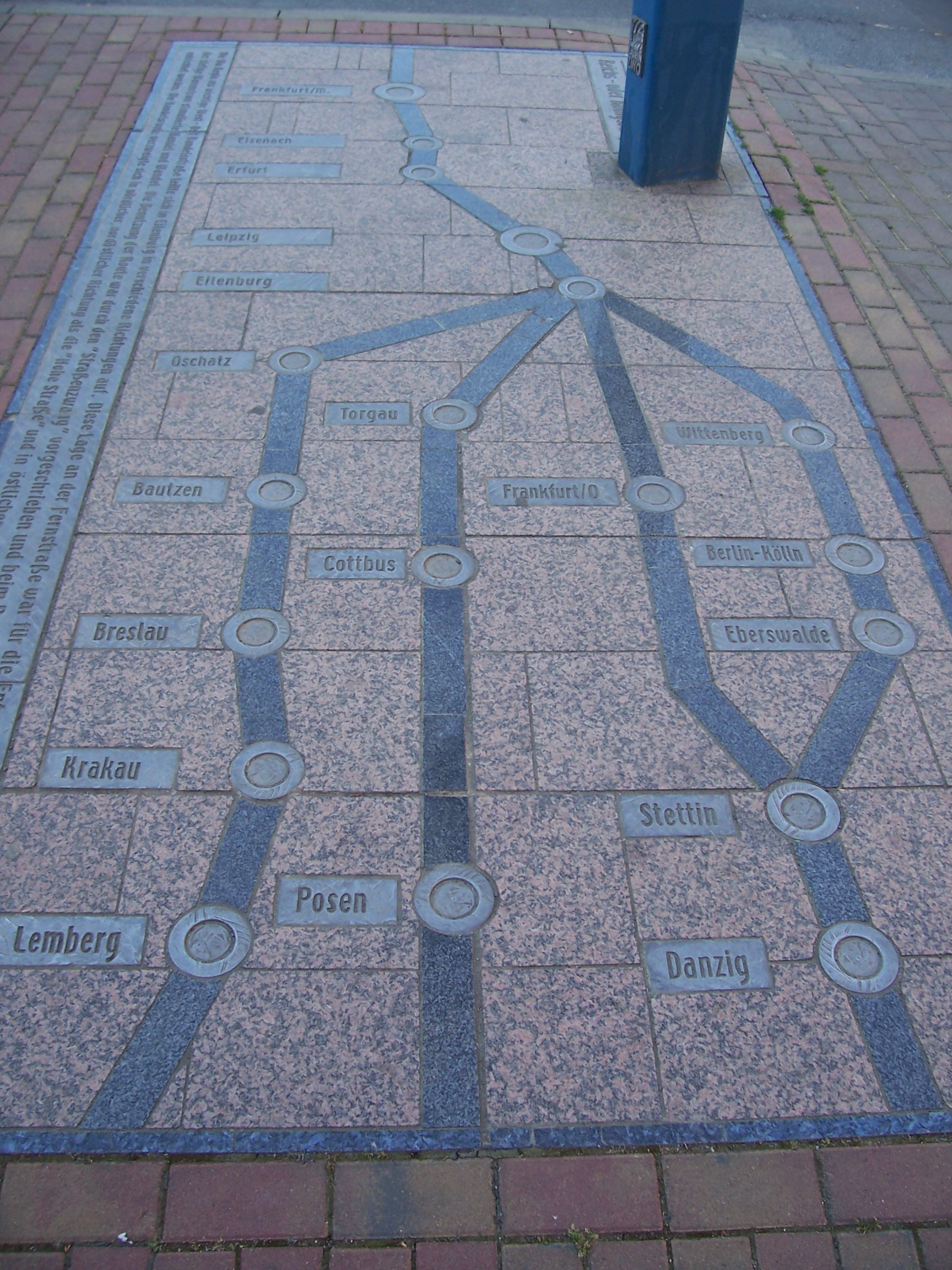
Mapa de la Vía Regia Rin-Silesia en Eilenburg

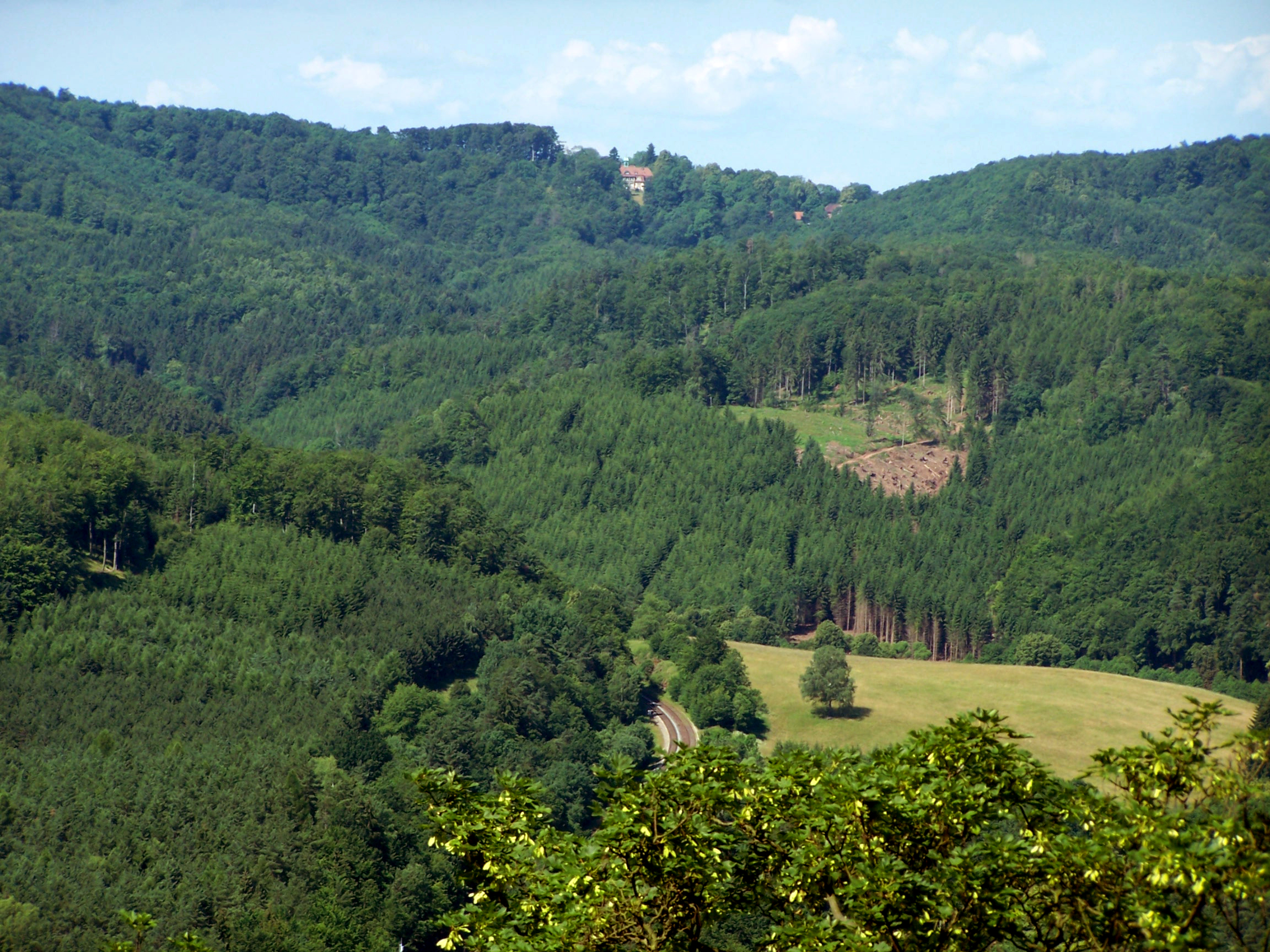
Vista de la subida al paso de Clausberger

Recorre desde el Rin a través de Fráncfort del Meno, Hanau (Valle de Kinzig), Gelnhausen, Steinau an der Strasse, Neuhof, Fulda, Hünfeld, Eisenach, Erfurt, Eckartsberga, en Bad Kösen a través del puente sobre el Saale hacia Naumburgo (Saale), Weißenfels, Leipzig, Grimma, Eilenburg, Großenhain, Königsbrück, Kamenz, Bautzen y Görlitz hacia Breslavia en Silesia.
Hoy en día, la ruta histórica de la Via Regia está marcada por numerosas carreteras federales (Bundesstraße).
- entre Hünfeld y Eisenach desde Bundesstraße 84.
- entre Eisenach y Erfurt desde Bundesstraße 7.
- entre Eckartsberga y Eilenburg sobre Leipzig desde Bundesstraße 87.
- entre Leipzig y Görlitz en tramos desde Bundesstraße 6.
- En Hanau, tanto la Kinzigtalstraße (Langenselbold, Gelnhausen, Schlüchtern) como la Birkenhainer Straße (como la Strada Alta más allá de Spessart) se ramifican desde la Via Regia en las direcciones este y sur.

#### Maguncia – Leipzig
Partiendo de Maguncia, el camino discurría paralelo al Meno hasta Höchst (anteriormente Elisabethenstraße) a través del territorio del Principado de Maguncia. Desde allí siguió una antigua ruta más allá de Nidda cerca de Nied y a través del bosque de Nied (Rödelheimer Straße, hoy Oeserstraße), hasta Rebstock (distrito de Fráncfort), donde el Biegwald (Biegweg ) pasaba por la colina Ginnheim, luego hacia el norte. vía Fráncfort-Bockenheim vía Dornbusch (Marbachweg) y Lohrberg hasta Bergen-Enkheim. A partir de aquí mantuvo la ruta en la cresta entre el Nidder y el Kinzig.
Corría desde Bergen entre Kilianstädten (Schöneck) y Roßdorf (Bruchköbel) a Ostheim (Nidderau) y Marköbel (Hammersbach), donde el camino, en la época romana, a través del Marköbel castrum y la frontera germano-rética, conducía fuera del territorio controlado por los romanos. Cabe señalar que la disposición de los largos tramos de la frontera en este cruce sugiere la existencia de un camino anterior a la época romana.
Más allá de las alturas entre Langen-Bergheim (Hammersbach) y Altwiedermus Ronneburg, el camino pasaba de nuevo por Diebach am Haag (Büdingen) y Herrnhaag (Büdingen).
A partir de aquí, el camino discurría como Reffenweg entre Lorbach y Vonhausen sobre el Großer Reffenkopf, a través del bosque de Büding. Dejando el bosque, la carretera discurría de nuevo entre Rinderbügen (Büdingen) y Waldensberg (Wächtersbach), pasaba por Leisenwald ( Wächtersbach), Hitzkirchen (Kefenrod y Hettersroth (Birstein) y entre Oberreichenbach (Birstein) y Unterreichenbach (Birsenburg) -Büdingen a Radmühl (Freiensteinau), por donde cruzaba el río Salz y por donde cruzaba el antiguo Ortesweg. Entre Salz y Freiensteinau, Reichlos (Freiensteinau) y a través de Hauswurz (Neuhof) y Brandlos (Hosenfeld), el tramo de carretera (Alte Straß) doblaba hacia el norte desde Giesel (Neuhof hasta Fulda, que cruzaba por un vado hasta Kämmerzell (Fulda)). La "Strada Alta" luego se unió en Hünfeld con la ruta más reciente más allá de Fráncfort y a través del valle de Kinzig. En Vacha cruzaba el Werra a través de un puente de piedra oa través de los numerosos vados que había allí.
Muchas rutas conducían de Vacha a Eisenach: pasando el cruce de Vitzeroda (Berka/Werra) y Marksuhl o Herda (Berka/Werra)-Oberellen (Gerstungen), la carretera principal llegaba al bosque de Turingia con los pasos de Vachaer Stein y Clausberg (Gerstungen). Desde Eisenach, la carretera conducía inmediatamente a la frontera de los valles de Nesse y Hörselberg pasando Lupnitz y Haina (Wallburgen im Hainaer Holz) o Sättelstädt (Hörselberg-Hainich) hacia Gotha. La ruta a través del valle de Hörsel se volvió utilizable durante todo el año solo con la expansión de las carreteras en el lado del valle. Desde Sättelstädt, la carretera todavía se adentraba en la zona con carreteras reconocibles en Mechterstädt, Teutleben ( Hörsel), Aspach y Neufrankenroda (Hörsel) hasta Krahnberg al este de Gotha y más allá hacia la ciudad, donde se encontraba con el "Brühler Tor" en Bertha-von. -Suttner-Platz, en la salida noroeste de la ciudad medieval. Desde aquí siguió por la actual Brühl, Hauptmarkt, Marktstraße, Neumarkt y Erfurter Straße hasta la "Siebleber Tor", la salida oeste de la ciudad.
Desde Gotha la carretera conducía, a través de Siebleben (Gotha), Tüttleben, Gamstädt y Frienstedt (Erfurt), hacia Erfurt, que desde Lauentor cruzaba la plaza de la catedral, la calle del mercado, el puente de los comerciantes y la "iglesia de los mercaderes", hacia Este. Luego se dirigió hacia el norte desde Ettersberg pasando por Eckartsberga hasta Naumburg y luego pasando nuevamente por Weißenfels hasta Leipzig.

#### Leipzig – Silesia
Más al este, la ruta continuaba desde Leipzig sobre Eilenburg o Grimma hasta Oschatz, Großenhain, Königsbrück, Kamenz, Bautzen, Löbau, Görlitz o Zittau, Lauban, Naumburg, Bunzlau, Haynau, Liegnitz, Neumarkt hacia Breslau. Tenía extensiones al este hacia Cracovia . Además de la "Strada Alta", se desarrollaron caminos contiguos, que a lo largo de ella cruzaron el Oberlausitz. Particularmente la Niederstraße (del latín via regia Lusatiae inferioris) ofrecía una alternativa, para evitar los deberes. Sin embargo, surgió un sistema de puntos de apoyo para garantizar el cumplimiento de los recorridos obligatorios. La elusión de los puntos de escolta se castigaba con severas sanciones, que podían llegar hasta el decomiso de los bienes.

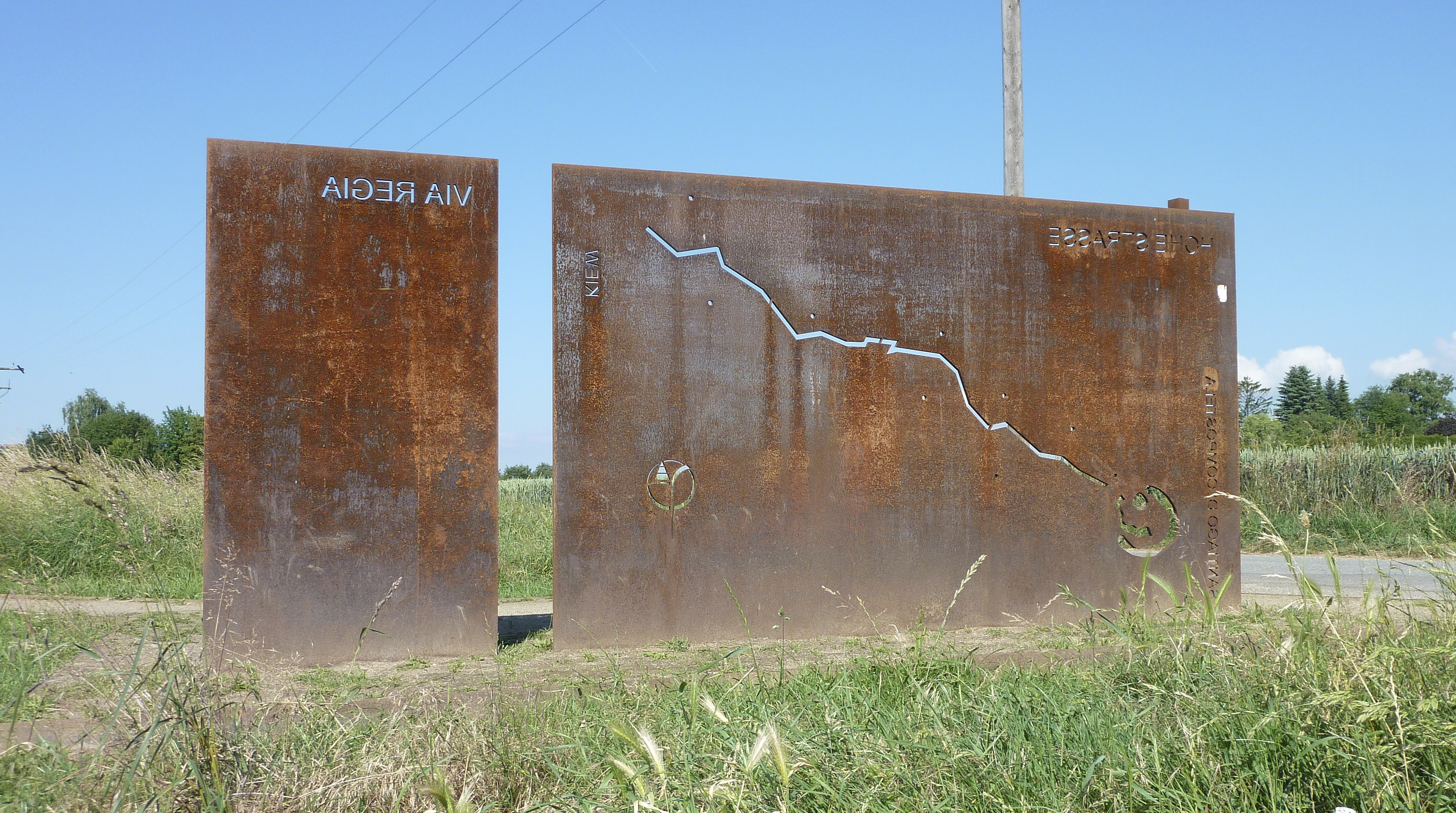
Escultura de una placa de acero en Entrée Hohe Straße en Fráncfort del Meno.

## LaVía Regiahoy
En Fráncfort del Meno, en el distrito oriental de Bergen-Enkheim, una plaza artísticamente decorada, la Entrée Hohe Straße recuerda al ramal de la Via Regia / "Strada Alta" que la atravesaba. Frente a él hay numerosas estelas, placas conmemorativas y tablas explicativas, que dan información sobre el recorrido y la historia de este tramo de camino.